# Модель Сірий ящик
В області математичного, статистичного та комп'ютерного моделювання,  модель сірий ящик поєднує в собі часткову теоретичну структуру з даними для завершення моделі. Теоретична структура може варіюватись  від інформації щодо гладкості результату до моделей, які потребують лише значення параметрів з даних чи існуючої літератури. Таким чином, майже всі моделі є моделями типу "сірий ящик", на відміну від чорного ящика, де немає типової форми - тобто коли ми не знаємо про модель нічого, крім вхідних та вихідних даних в експерименті (і різні системи можуть мати однакову поведінку), або моделі білого ящика, яка носить чисто теоретичний характер. Деякі моделі передбачають спеціальну форму, такі як лінійна регресія або нейронної мережі.  Вони мають спеціальні методи аналізу. Зокрема, лінійна регресія є набагато більш ефективна, ніж більшість нелінійних методів. Моделі можуть бути детермінованими або стохастичними (тобто містять випадкові компоненти) в залежності від цілі їх використання.

## Форма моделі
Загальний випадок є нелінійною моделлю з частковою теоретичною структурою і деякими невідомими частинами, отриманими з даних. Моделі, на відміну від теоретичних структур, оцінюються окремо, в ході оцінки можна використовувати генетичні алгоритми.
В рамках конкретної моделі може появитись необхідність у знаходженні параметрів . Для конкретної структури  передбачається, що дані складаються з наборів векторів подачі f, векторного добутку р, і вектором-оператором стану с. Як правило, с міститиме значення, отримані з f, а також інші значення. У багатьох випадках модель може бути перетворена у функцію вигляду:
m(f,p,q)
де вектор-функція m дає похибку між даними р і передбаченням моделі. Вектор q дає деякі змінні параметри, які є невідомою частиною моделі.
Параметр q змінюється в залежності від с у визначеному порядку. Це співвідношення може бути задано як q = Ac, де А являє собою матрицю невідомих коефіцієнтів, с - як і в лінійній регресії - включає в себе постійний член та, можливо, перетворені значення вихідних умов експлуатації, за допомогою яких зможемо отримати нелінійні співвідношення між вихідними умовами  і q. Саме тоді постає питання вибору, які умови в А відмінні від нуля, і які значення їм потрібно присвоїти. Завершення моделі стає завданням оптимізації для визначення ненульових значень в А, що зводять до мінімуму похибку між m(f,p,Ac) і даними.

## Завершення моделі
Після здійснення вибору ненульових елементів, інші коефіцієнти в А можуть бути визначені шляхом мінімізації m(f,p,Ac), беручи до уваги те, що в A повинні бути ненульові значення. Як правило, мінімізація відбувається за допомогою методу найменших квадратів. Вибір ненульових членів також може бути зроблений за допомогою методів оптимізації. Крім того, нелінійний метод найменших квадратів може забезпечити оцінки точності для елементів матриці А, які можуть бути використані, щоб визначити, наскільки отримані значення відрізняються від нуля.
Іноді можна обчислити значення Q для кожного набору даних - безпосередньо або за допомогою нелінійних найменших квадратів. Тоді використовується лінійна регресія  для вибору ненульових значень в А і оцінки їх значень. Після того, як ненульові значення знайдені, нелінійний метод найменших квадратів може бути використаний на оригінальної моделі м (F, P, Ас), щоб уточнити ці значення.
Третій метод - це інверсійна модель, яка перетворює нелінійну модель m(f,p,Ac) в приблизну лінійну форму елементів А, які можуть бути вивчені за допомогою ефективного відбору та оцінки лінійної регресії . Для простого випадку одного значення оберемо q(q = aTc)  і оцінку q* . Прийнявши dq = aTc − q*, отримаємо
m(f,p,aTc) = m(f,p,q* + dq) ≈ m(f,p.q*) + dq m’(f,p,q*) = m(f,p.q*) + (aTc − q*) m’(f,p,q*)
так що aT в даний час знаходиться в лінійному положенні разом з усіма іншими відомими значеннями, і, таким чином, може бути проаналізованим за допомогою лінійної регресії. Для більш ніж одного параметра метод застосовується в прямому порядку. Після перевірки того, чи була покращена ця модель, цей процес може повторюватися до досягнення збіжності. Такий підхід має перевагу тому, що не потребує параметра q для того, щоб мати змогу визначити похибку з індивідуального набору даних і лінійної регресії.

## Перевірка моделі
При наявності достатньої кількості даних рекомендується поділити їх на окремі набори для побудови моделі. Ця дія може повторюватись із використанням декількох елементів з утворених множин; вкінці зможемо отримати усереднення отриманих моделей.
Статистичний критерій, наприклад, критерій хі-квадрат, не є дуже корисним. Критерій хі квадрат вимагає відомих стандартних відхилень, які рідко відомі наперед, крім того, цей критерій не дає ніяких вказівок про те, як поліпшити модель.
Спроба передбачити нев'язки m(,) з початковими умовами із використанням лінійної регресії буде показувати, чи нев'язки можливо взагалі передбачити нев'язку. Нев'язки,значення яких ми не можемо знати наперед, не забезпечують широку перспективу вдосконалення моделі з використанням поточних умов. Умови, які можуть передбачити значення нев'язки, є перспективними умовами для включення в модель для поліпшення її роботи.
Методика моделі інверсії, що представлена вище, може бути використана як метод визначення того, чи можливо покращити модель. В цьому випадку відбір ненульових доданків не настільки важливий і можемо використати лінійне передбачення. При цьому використаємо значення власних векторів матриці регресії. Значення в А, визначені так, як описано вище, повинні бути замінені в нелінійній моделі для зменшення похибки. Відсутність значного покращення вказує, що наявні дані не можуть поліпшити поточну форму моделі, використовуючи певні параметри. Розширені можливості пошуку можуть бути вставлені в модель, щоб зробити цей критерій ширшим для використання. 